# Джебали, Ханафи
Ханафи Джебали (араб. حنفي جبالي‎, род. 14 июля 1949, Каир, Королевство Египет) — египетский юрист и политический деятель. Действующий спикер Палаты представителей Египта с 12 января 2021 года. В прошлом — председатель Высшего конституционного суда (2018—2019), генеральный секретарь Союза арабских конституционных судов и советов (UACCC, 2011—2018).

## Биография
Родился 14 июля 1949 года в Каире, столице королевства Египет.
Окончил юридический факультет Каирского университета в 1975 году и получил степени магистра и доктора права в университете Айн-Шамс.
В 1978 году назначен заместителем генерального прокурора. Позже присоединился к Государственному совету, где его повысили до заместителя судьи. В 2018—2019 годах — председатель Высшего конституционного суда.
Был избран в Палату представителей Египта на парламентских выборах в конце 2020 года как независимый кандидат в составе коалиции «Национальный список за Египет», возглавляемой партией «Будущее нации», которая получила большинство мест в Палате представителей.
12 января 2021 года избран большинством голосов спикером Палаты представителей Египта.